# Колюр

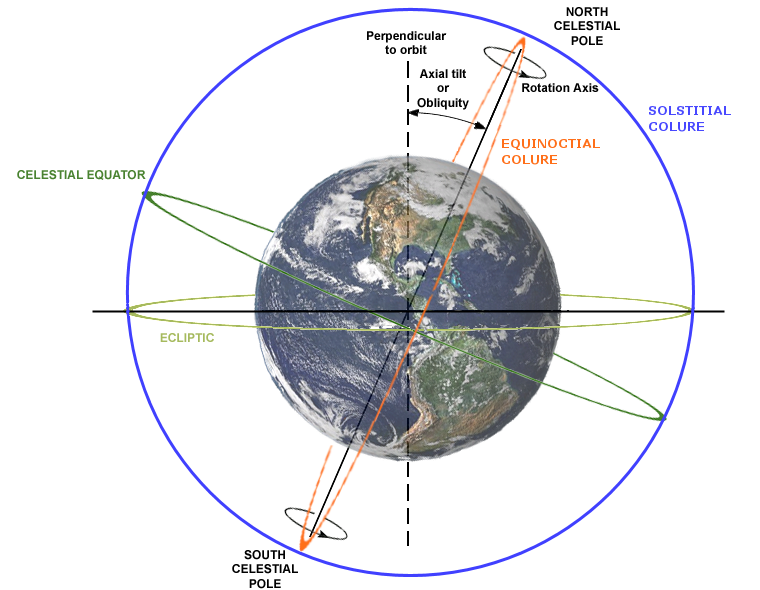
Колюр равноденствий показан оранжевым цветом, колюр солнцестояний — синим. Зелёным цветом показан небесный экватор, жёлтым — эклиптика.

Колю́р (иногда колу́рий) в астрономии — один из двух больших кругов небесной сферы, который проходит через полюса мира и точки равноденствия (колюр равноденствий) или точки солнцестояния (колюр солнцестояний).

## Описание

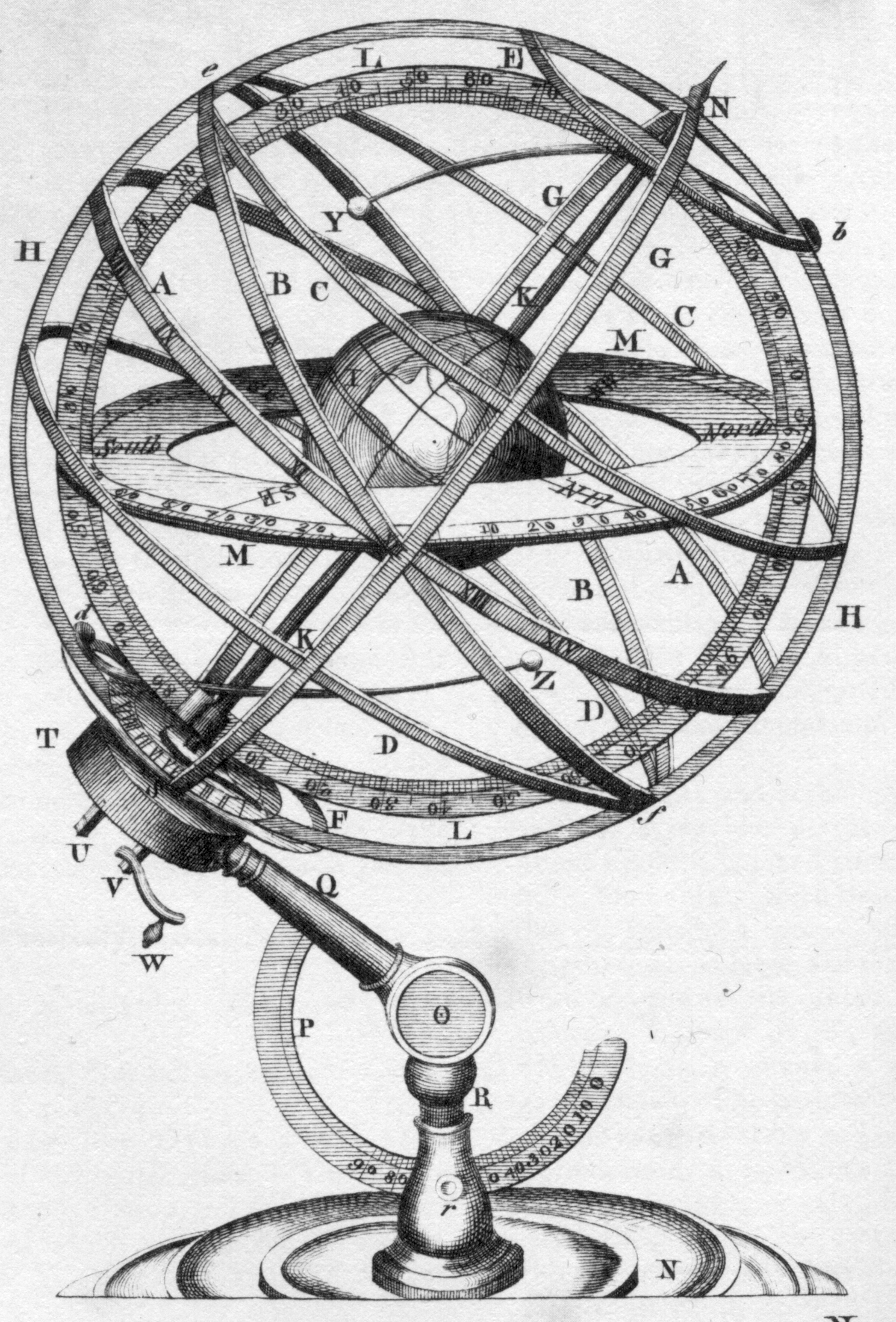
Армиллярная сфера, на которой колюр равноденствий отмечен буквой G, колюр солнцестояний — буквой H.

Колюры — два больших круга небесной сферы, проходящих через полюса мира и точки равноденствий либо солнцестояний. Колюр равноденствий (или равноденственный колюр) проходит через точки весеннего и осеннего равноденствия, колюр солнцестояний (или солнцестоятельный колюр) — через точки летнего и зимнего солнцестояния.
Колюр равноденствий и колюр солнцестояний перпендикулярны друг другу и разделяют небесный экватор и эклиптику на четыре равных части. Светила, находящиеся на колюре равноденствий, имеют прямое восхождение 0 или 180 градусов, на колюре солнцестояний — 90 или 270 градусов. Таким образом, колюры также являются одними из часовых кругов.

## История и этимология
Термин изначально происходит от др.-греч. κόλουροι («с обрубленным хвостом» или проще «неполный» — из др.-греч. κόλος — «усечённый», «укороченный», «обрубленный» и др.-греч. οὐρά — «хвост»). Такое название связано с тем, что южная часть обеих колюров для наблюдателей в Греции была всегда скрыта под горизонтом — такое объяснение приводил Ахилл Татий. Первое сохранившееся упоминание колюра встречается у Гиппарха, который приписывал Евдоксу ввод этого понятия. Из древнегреческого термин попал в другие языки, в частности, в латинском он закрепился как colurus. 